# 河津祐泰

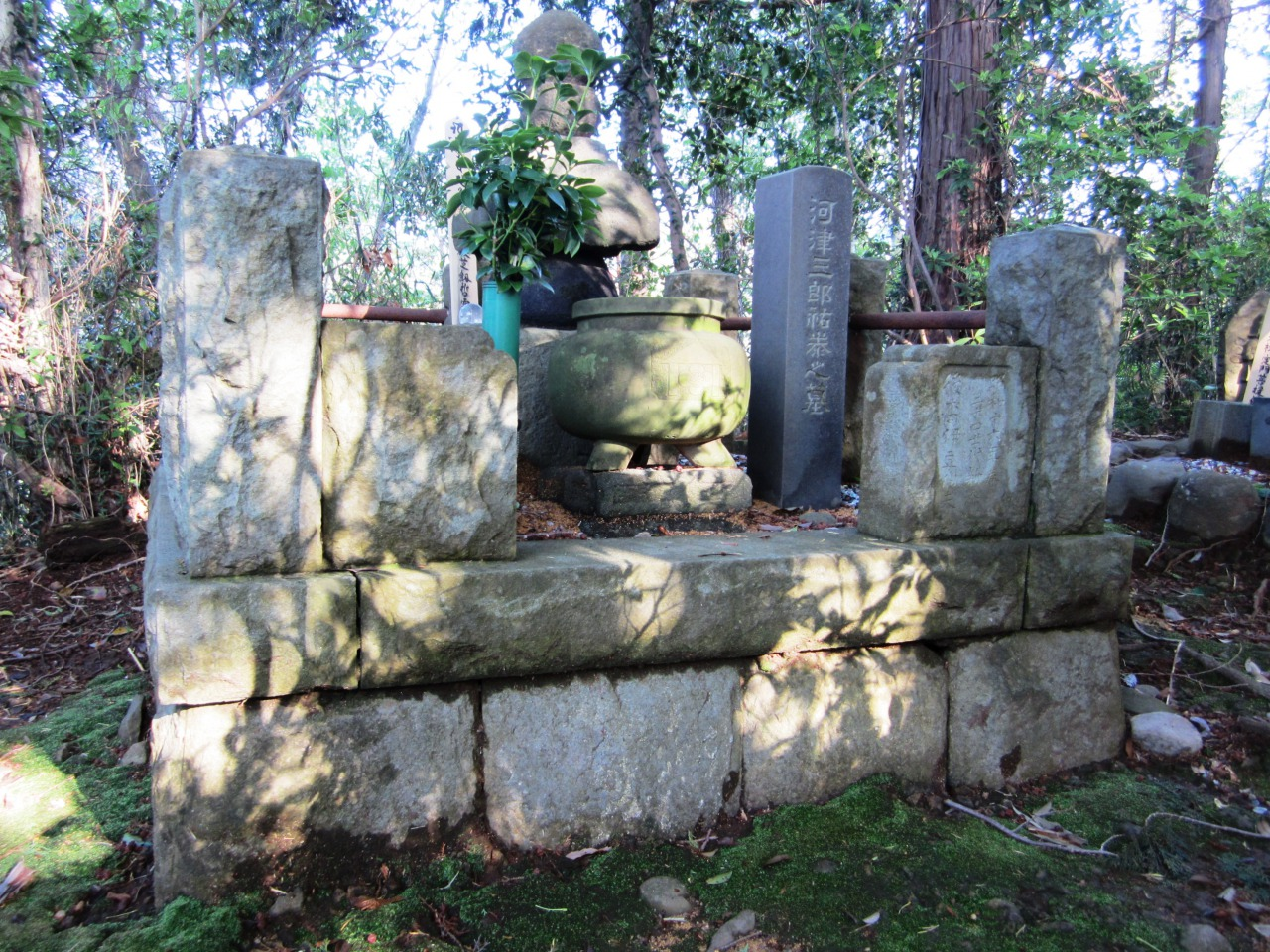
河津祐泰の墓（静岡県伊東市馬場町）

河津 祐泰（かわづ すけやす）は、平安時代末期の武将であり、伊豆国の豪族。河津三郎。工藤氏の流れをくむ伊東祐親（河津祐親）の子(長男)であり、曾我兄弟の仇討ちで知られる曾我祐成・時致の父。祐通とも。

## 概略
父の伊東祐親から河津荘を相続したため、河津祐泰を名乗った。同時期、工藤一族内では伊豆国伊東荘を巡る所領争いが起きていた。親族の工藤祐経が相続した伊東荘だったが、これに不満を抱いた伊東祐親は祐経の上洛中に伊東荘を奪った上、祐経に嫁がせていた娘の万劫御前とも離縁させてしまった。祐経は深く恨み、郎党に伊東祐親の暗殺を命じた。安元2年（1176年）10月、伊豆の奥野の狩場にいた祐親、祐泰親子を刺客が襲撃し、矢を射かけた。祐親は無事だったものの、近くにいた祐泰は矢に当たり落命した。享年31（『曽我物語』による）。祐泰の妻（満功御前。横山時重の娘）は5歳の十郎（祐成）、3歳の五郎（時致）2人を連れて曾我祐信と再婚した。
建久4年（1193年）5月28日、2人の兄弟は富士の巻狩りで父の仇である工藤祐経を討った後、祐成は討ち死にし時致は捕らえられた。この仇討ちは『曽我物語』として広く世に知られる事になる。
祐泰の討たれた5日後に生まれた末子は、祐泰の弟祐清の妻（比企尼の三女）に引き取られ、妻が再婚した平賀義信の養子となり、出家して律師と号していた。曾我兄弟の仇討ちの後、兄の時致に連座して鎌倉へ呼び出され、7月2日に甘縄で自害している。

## 関連作品
- 鎌倉殿の13人（2022年、NHK大河ドラマ） - 演：山口祥行